# Bitka kod Solferina
Bitka kod Solferina se odigrala 24. lipnja 1859. nedaleko grada Solferina u sjevernoj Italiji. U bitci su se sukobile austrijska vojska na jednoj strani te francuske i talijanske trupe na drugoj. Bitka, u kojoj je sudjelovalo oko 300 000 vojnika, trajala je 15 sati i prerasla u krvavu borbu na život i smrt. Boj se vodio po velikoj vrućini i na vrlo teškom terenu sve dok ga nevrijeme nije zaustavilo.
U knjizi Sjećanja iz Solferina švicarski humanitarac i poduzetnik Henri Dunant (1825. – 1910.), koji osobno nije prisustvovao bitci, ali je svjedočio užasima na bojnom polju nakon bitke, opisuje svoja iskustva. Dunnantova knjiga sastoji se iz dva dijela. U prvom dijelu s gorčinom opisuje bitku dok je drugi dio rasprava što se može napraviti da bi se smanjio broj žrtava u ratu. Najveći gubitnici su bile desetine tisuća poginulih i povrijeđenih. Formalni pobjednici su bili Francuska i Sardinija (pod zapovjedništvom Napoleona III. i Viktora Emanuela II.). Rezultat bitke je ujedinjavanje Papinske Države, Modene, Romagne, Toskane i Kraljevine dviju Sicilija u Kraljevinu Italiju 17. ožujka 1861. 
Izravna posljedica Dunnanove knjige je osnivanje Crvenog križa, koji računa 24. lipnja 1859. kao dan svog osnutka. Dunant je 1901. dobio prvu Nobelovu nagradu za mir.

## Vanjske poveznice
- Bitka u kojoj su na čelu svojih vojski bili njihovi vladari